# À tout moment
Albums de Eiffel
Tandoori
(2006) Foule monstre
(2012)
À tout moment est le quatrième album du groupe Eiffel, sorti le 5 octobre 2009.

## Historique
L'album marque plusieurs changements, dont le retour du batteur des débuts, Nicolas Courret et le passage d'Estelle Humeau à la basse. La chanson À tout moment la rue a précédé la sortie de l'album, avec la participation dans les chœurs de Bertrand Cantat, marquant le retour du chanteur de Noir Désir. Les douze titres sont en français, tandis que le précédent album, Tandoori, comportait deux titres en anglais. Le groupe est accompagné sur sa tournée 2009-2010 du guitariste Nicolas Bonnière, qui a déjà officié au sein de Dolly.
L'album s'est classé à la 16e place du classement de ventes d'albums en France et à la 31e en Belgique francophone. Il est certifié disque d'or en France.

## Accueil critique
Arnaud de Vaubicourt, de Music Story, lui donne 3,5 étoiles sur 5, évoquant un album « ambitieux et suintant de sincérité » avec trois premiers titres qui l'ouvrent « de la plus belle des manières », un milieu d'album qui « souffre de certaines facilité mélodiques (Sous ton aile, Cet instant-là) » et un final qui lui « redonne de la hauteur », Ma blonde, Mille voix rauques et Ma Nébuleuse mélancolique faisant selon lui « sûrement partie des plus beaux morceaux d’Eiffel depuis ses débuts ». Le site albumrock lui donne 3,5 guitares sur 5, estimant que « c'est la poésie de Humeau qui fait la différence, l'homme maniant comme personne la langue de Molière et ses extravagances précieuses, ses juxtapositions osées et ses contrepieds en décalage » dans cet album où « le rock d'Eiffel se laisse teinter de folk (Sous ton aile), de jazz (Clash) et d'arrangements pop (Ma nébuleuse mélancolique) ». Il trouve que l'album « marque un peu le pas dans sa partie médiane » par rapport à son début et à sa fin malgré les très bons morceaux que sont Je m'obstine et Nous sommes du hasard. Pour le site Forces parallèles, qui lui donne 3 étoiles sur 5, les textes sont « toujours riches en métaphores et jeux de mots souvent brillants » et la musique « joue la carte de la variété », mélangeant « les tonalités au sein même des titres, plus longs et plus léchés ». Le groupe perd néanmoins « en impact et en charge émotionnelle » par rapport à Tandoori.

## Liste des titres de l'album
Toutes les chansons sont écrites et composées par Romain Humeau sauf mentions..
| No  | Titre                                     | Durée |
| --- | ----------------------------------------- | ----- |
| 1.  | Minouche                                  | 3:44  |
| 2.  | À tout moment la rue                      | 4:20  |
| 3.  | Le Cœur Australie                         | 3:20  |
| 4.  | Je m'obstine                              | 5:55  |
| 5.  | Sous ton aile                             | 5:14  |
| 6.  | Cet instant-là                            | 4:00  |
| 7.  | Mort j'appelle (texte de François Villon) | 3:39  |
| 8.  | Nous sommes du hasard                     | 4:00  |
| 9.  | Clash                                     | 5:20  |
| 10. | Ma blonde                                 | 3:36  |
| 11. | Mille voix rauques                        | 5:36  |
| 12. | Ma nébuleuse mélancolique                 | 4:12  |

## Singles
- À tout moment la rue (2009)
- Sous ton aile (2010)

## Musiciens ayant participé à l'album
- Romain Humeau : chant, guitares acoustique et électrique, slides et e bow, banjo, programmation, chœurs et percussions
- Estelle Humeau : basse, piano, harmonium, bandonéon, hammond, chœurs, percussions
- Nicolas Courret : batterie, marimba, drum x, percussions, chœurs

Musiciens invités
- Bertrand Cantat : chœurs sur À tout moment la rue
- Joseph Doherty : violon, alto, cornet, saxophone baryton et alto, clarinette basse
- Fabrice Gand et Clémentine Humeau : hautbois d'amour et hautbois de chasse
- Salomé Humeau : chœurs sur Mille voix rauques

## Classements hebdomadaires
| Classement (2009)            | Meilleure position |
| ---------------------------- | ------------------ |
| Belgique (Wallonie Ultratop) | 31                 |
| France (SNEP)                | 16                 |